# نسل بعدی
نسل بعدی (انگلیسی: Next Gen) یک پویانمایی رایانه‌ای علمی-تخیلی، اکشن و یک کار مشترک چینی-کانادایی-آمریکایی است. این فیلم در سال ۲۰۱۸ و به کارگردانی کوین آدامز و جو کساندر ساخته شده‌است.